# JJK Jyväskylä
JJK Jyväskylä (JJK) – fiński klub piłkarski z siedzibą w Jyväskylä. Obecnie gra w Ykkönen. JJK rozgrywa swoje mecze na Harjun stadion.

## Europejskie puchary
Legenda do wszystkich tabel:
- Q – runda eliminacyjna, 1/16, 1/8, 1/4, 1/2 – odpowiednia faza rozgrywek, Grupa – runda grupowa, 1r gr – pierwsza runda grupowa, 2r gr – druga runda grupowa, F – finał, R – runda, PO – play-off
- k. – rzuty karne, los. – losowanie, Dogr. – dogrywka, w. – zasada bramek strzelonych na wyjeździe

| Sezon   | Rozgrywki   | Runda | Przeciwnik     | Dom | Wyjazd | Ogólnie |
| ------- | ----------- | ----- | -------------- | --- | ------ | ------- |
| 2012/13 | Liga Europy | 1Q    | Stabæk Fotball | 2–0 | 2–3    | 4–3     |
| 2012/13 | Liga Europy | 2Q    | FK Zeta        | 3–2 | 0–1    | 3–3, w. |